# Ich und die Kaiserin
Ich und die Kaiserin ist eine deutsche Tonfilmkomödie des Komponisten Friedrich Hollaender aus dem Jahr 1933. Die Hauptrollen sind neben Lilian Harvey und Conrad Veidt mit Mady Christians und Heinz Rühmann besetzt.

## Handlung
Juliette, die Friseuse der Kaiserin, verliert auf einem Ausflug ein Strumpfband, das sie sich zuvor heimlich aus dem Wäscheschrank der Kaiserin genommen hatte. Das Strumpfband findet der Marquis de Pontignac, der sich gerade auf der Jagd befindet. Während der Suche nach der Besitzerin des Strumpfbandes entfernt sich der Marquis von seinen Leuten. Als sein Pferd durchgeht, stürzt er und wird schwer verletzt. Die Wache der Kaserne, die ihn findet, erkennt ihn nicht und so landet er als „Zivilist“ beim Stabsarzt, der ihm nur noch wenige Stunden zu leben gibt.
Juliette ist auf der Suche nach dem Strumpfband ebenfalls bei der Kaserne angekommen, wo man sie für Marianne, die erste große Liebe des Marquis, hält, nach der er in seinem letzten Wunsch hat schicken lassen. Auch der Marquis hält Juliette für Marianne, sind seine Augen doch bei der Behandlung durch den Arzt verbunden worden. Juliette singt ihn mit einem Lied in den Schlaf, wie es Marianne immer getan hat, nimmt ihr Strumpfband und geht. Das gesungene Lied wiederum hatte ihr Freund Didier für sie geschrieben.
Der Marquis gesundet für alle überraschend und sucht nun die geheimnisvolle Fremde, nachdem er erkannt hat, dass es Marianne nicht gewesen sein kann. Der einzige Hinweis auf sie ist das Lied, das jedoch niemand zu kennen scheint. Im Schloss der Kaiserin hört er, wie jemand das Lied singt und eilt zu den Zimmern der Kaiserin. Dort sitzt zwar Juliette, jedoch vermutet der Marquis die Kaiserin selbst als Sängerin und damit als die Person, die ihm an seinem Krankenbett beigestanden hat.
Es kommt zu Verwicklungen und Verwechslungen: Didier ahnt, dass Juliette die geheimnisvolle Frau am Krankenbett des Marquis war und glaubt nun, sie wäre die Person, der vom Marquis der Hof gemacht wird. Er wendet sich von seiner Verlobten ab, die jedoch in Wirklichkeit vom Marquis überhaupt nicht beachtet wird. Die Kaiserin wiederum kann sich nicht erklären, warum der Marquis sie auf einmal mit besonderer Aufmerksamkeit bedenkt und verbittet sich jede Annäherung. Erst als Juliette der Kaiserin erklärt, wer sie in den Augen des Marquis ist, löst sich alles auf. Zu einem Dinner mit dem Marquis erscheint nicht die Kaiserin, sondern Juliette. Der Marquis wiederum hat kurz zuvor von Didier die Noten seines Liedes geschickt bekommen, die Didier schriftlich Juliette gewidmet hatte. Schließlich werden Juliette und der Marquis ein Paar, während Didier durch Vermittlung des Marquis eine Laufbahn als erfolgreicher Dirigent bevorsteht.

## Produktion und Veröffentlichung
Ich und die Kaiserin entstand nach einer Idee von Felix Salten. Ein weiterer Arbeitstitel des Films lautete neben Das Strumpfband der Kaiserin, Das Vermächtnis der Marquise von S. Die Dreharbeiten fanden von August 1932 bis Januar 1933 in den Ufa-Ateliers Neubabelsberg statt.
Der Film enthält Melodien aus den komischen Opern Die schöne Helena und Die Großherzogin von Gerolstein von Jacques Offenbach, der im Film selbst als Figur vorkommt, sowie Melodien von Charles Lecocq und Edmond Audran. Unter anderem erklingen die Titel: Wie hab’ ich nur leben können ohne Dich (Musik: Hollaender, Text: Robert Gilbert), Lilians Harveys Lied: Mir ist heut’ so millionär zu Mut, das Lied der Kaiserin: Aber sind wir erst entre nous.
Der Film erlebte seine Premiere am 22. Februar 1933 im Berliner Gloria-Palast. In Österreich lief er unter dem Titel Das Strumpfband der Kaiserin, ein weiterer Titel lautete Die Kaiserin und ich.
Ich und die Kaiserin wurde von der Koch Media GmbH am 26. September 2008 in der Sammlung Die besten Heinz Rühmann-Filme veröffentlicht und am 4. November 2011 als Teil der schönsten Liebeskomödien mit Heinz Rühmann. Der Film war zudem Teil der von DeAgostini veröffentlichten „Großen Film-Klassiker“, wo er unter der Nummer 28 erschien zusammen mit einem 16-seitigen Beiheft mit ausführlichen Informationen zum Film.

## Hintergrund
Anfang der 1930er-Jahre erfreute sich das Kinopublikum an einem neuen Filmgenre, den Tonfilmoperetten, die eine willkommene Ablenkung vom Alltag und wirtschaftlicher Not boten. Friedrich Hollaender, einer der populärsten Komponisten des frühen deutschen Tonfilms, schuf mit Ich und die Kaiserin seinen ersten Kinofilm, der auch sein einziger bleiben sollte. Sein Regiedebüt bescherte Hollaender, der „zu den kreativsten deutschen Künstlern zählte,“ einen großen Erfolg und das nicht nur in Deutschland. Julius Falkenstein, der in der Rolle des Jacques Offenbach besetzt war, „hungerte auf Anraten des Regisseurs vor dem Dreh einige Tage, um dem genialen ‚Vater der Operette‘ noch ähnlicher“ zu sein. Hoch gelobt für ihre Leistung im Film wurden die Schauspieler Heinz Rühmann und Hubert von Meyerinck, die jedoch nur in der deutschen Version auftraten.
Die Machtübernahme der Nationalsozialisten ließ Hollaenders Freude über den großen Erfolg des Films jedoch nur bedingt zu. Repressalien wegen seiner jüdischen Herkunft fürchtend, floh der Künstler nur wenige Tage nach der Premiere des Films mit seiner Familie nach Paris, um sodann von dort aus in die USA zu emigrieren. Nicht einmal vier Wochen später stand der Name Hollaenders bereits auf einer vorbereiteten Schwarzen Liste, die dazu diente eine antisemitische „Säuberung“ vorzunehmen. Auch für den Produzenten Erich Pommer, der von der UFA im Zuge der Arisierung 1933 entlassen wurde, war es der letzte Film, den er für das Filmunternehmen erstellte.

## Weitere Versionen
In den Berliner Ufa-Ateliers entstand gleichzeitig eine französische und eine englische Version des musikalischen Verwechslungsspiels. In beiden Versionen spielte Charles Boyer die männliche Hauptrolle. Lilian Harvey verkörperte in allen drei Sprachen die Juliette, Mady Christians und Friedel Schuster waren sowohl in der deutschen als auch in der englischen Fassung als Kaiserin Eugénie beziehungsweise Arabella zu sehen. In seinen Memoiren führte Hollaender aus, dass sich die Arbeit mit Conrad Veidt einfacher gestaltete, als die mit dem perfektionistischen Charles Boyer, der darauf bestand, dass Dialoge umgeschrieben werden mussten. Heinz Rühmann habe ebenfalls an seiner Rolle als Didier herumgebastelt, wohingegen Pierre Brasseur, der den Notenschreiber in der französischen Version spielte, unkompliziert gewesen sei. Am schwierigsten sei jedoch die Zusammenarbeit mit Lilian Harvey gewesen, die ein Ende, das vorsah, dass Juliette mit Didier glücklich werden sollte, partout nicht wollte. Mit einem jungen Schauspieler wie Rühmann könne eine Harvey plänkeln, diesen aber keinesfalls heiraten. Sie wollte den Marquis. Obwohl Hollaender aus Realitätsgründen dagegen war, entschied UFA-Direktor Ernst Hugo Correll im Sinne der Staraktrice der UFA.
Französische Version: Moi et L’impératrice
- Regie: Friedrich Hollaender, Regieassistenz: Paul Martin
- Darsteller: Lilian Harvey, Charles Boyer, Pierre Brasseur, Daniele Brégis, Renée Devilder, Pierre Stéphen, Julien Carette, Michel Duran, Julius Falkenstein und andere

Englische Version: The Only Girl
- Regie: Friedrich Hollaender
- Darsteller: Lilian Harvey, Mady Christians, Charles Boyer, Maurice Evans und andere

## Trivia

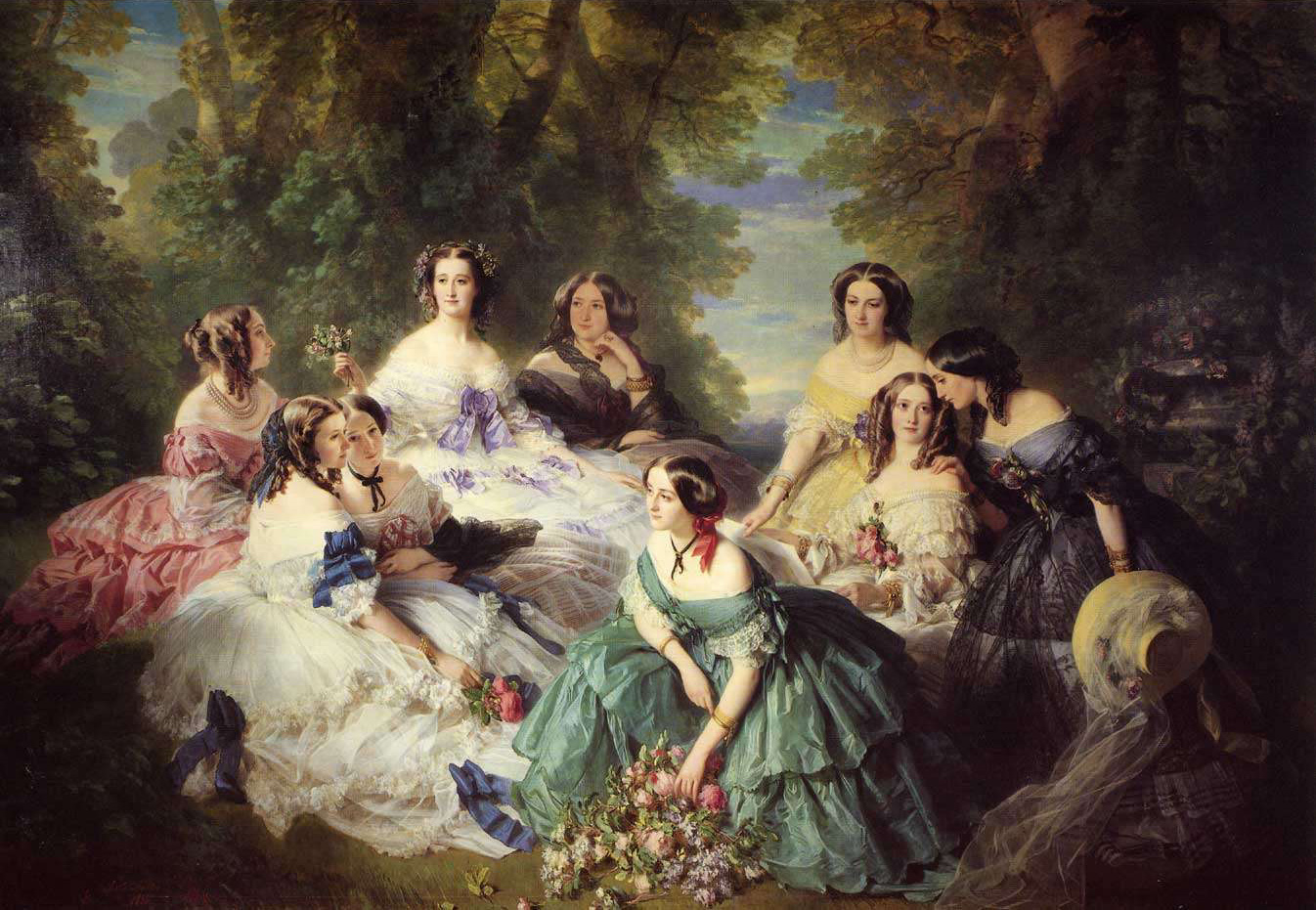
Kaiserin Eugénie von Frankreich mit ihren Hofdamen

Im Film wird das Gemälde „Kaiserin Eugénie von Frankreich mit ihren Hofdamen“ (1855) von Franz Xaver Winterhalter nachgestellt. Juliette unterbricht den Maler bei der Arbeit und richtet die Haare von Eugenie de Montijo mit den Worten: „Sonst steht einmal im Konversationslexikon: ‚Die Kaiserin hat eine schlechte Friseuse gehabt.‘“

## Kritik
Die seinerzeitige Kritik rühmte den Film, der zum Kassenschlager avancierte, als „literarische Kurzrevue und eine Offenbachiade durch und durch Musik, durch und durch Rhythmus“ Weiter hieß es, Hollaenders Werk besteche „durch seinen Reichtum an Charakteren, revuehafte Vielfalt sowie märchenhaftes Flair“.
Das Lexikon des internationalen Films bezeichnete Ich und die Kaiserin als „prominent besetzte[s], unbeschwert lustige[s] Verwirrspiel […], von den Komponisten Friedrich Hollaender […] und Franz Wachsmann gepflegt arrangiert. Wenige Monate nach der Erstaufführung (NS-Zeitungen rügten den Film sofort als ‚Endprodukt einer überwundenen liberalen Epoche‘) emigrierten beide nach Amerika“.
Der Autor und Kritiker Karlheinz Wendtland sprach von einer „Karikatur des militärischen Klimbim[s]“. Nicht der Stoff sei wichtig, „sondern die Inszenierung, die Schauspieler und Musik äußerst wirkungsvoll einsetz[e]“. Weiter führte Wendtland aus: „Die schöne Sinnlosigkeit der Handlung und die tiefere Bedeutung ihrer Parodie dazu – eine ausgezeichnete Leistung; kein Wunder, der Regisseur ist Friedrich Hollaender!“